# Claude Cancès
 (août 2013).
Si vous disposez d'ouvrages ou d'articles de référence ou si vous connaissez des sites web de qualité traitant du thème abordé ici, merci de compléter l'article en donnant les références utiles à sa vérifiabilité et en les liant à la section « Notes et références ».
Claude Cancès, né le 12 septembre 1938 à Lavérune, est un ancien directeur régional de la police judiciaire de Paris.

## Biographie
Après des études secondaires au lycée Alphonse-Daudet à Nîmes où il obtient son baccalauréat, il entame en 1959 des études universitaires à la faculté des sciences de Montpellier.
En 1960, il effectue son service militaire en Algérie comme sous-officier au 11e régiment d'artillerie de marine, puis 2e régiment d'infanterie de marine. Libéré des obligations militaires en 1962, il occupe un poste de surveillant au collège technique de Beaucaire avant d'être tenté par une carrière au sein de la Police Nationale qu'il intègre le 2 mai 1963 en tant qu'Officier de police adjoint (OPA) contractuel à la direction de la Police Judiciaire de la Préfecture de Police de Paris. Affecté tout d'abord à la  4e brigade territoriale, il s'oriente ensuite vers la Brigade mondaine.
En 1972, il réussit les épreuves du concours de Commissaire de Police et intègre l’École Nationale Supérieure de la Police Nationale
Frais émoulu de l'ENSP, il est affecté comme Commissaire de police, à la DRPJ de Paris (préfecture de police) et devient sous-chef de la 6e brigade territoriale le 16 août 1974. Le 1er septembre 1975, il est nommé Chef de Section à la Brigade Criminelle du 36 quai des Orfèvres. Promu Commissaire principal le 15 décembre 1978, il devient Chargé de mission au cabinet du directeur général de la police nationale le 15 février 1979.
Le 10 mai 1982 voit son retour à la Brigade criminelle comme adjoint de Pierre Ottavioli. Nommé commissaire divisionnaire le 1er janvier 1983, il devient Chef de la brigade de recherche et d’intervention, (BRI ou Brigade Anti Gang) le 4 juillet 1983. Commissaire divisionnaire à l’échelon fonctionnel le 16 février 1987, il est nommé Chef d’état-major de la Police Judiciaire le 2 mars 1987. Promu Contrôleur général des services actifs de la police nationale et Sous-Directeur chargé des brigades centrales et des services généraux le 5 juillet 1989, il devient Directeur adjoint, puis Directeur régional de la Police Judiciaire de Paris le 24 février 1993.
Le 21 décembre 1995, il est nommé Inspecteur général des services actifs de la police nationale et occupe les fonctions de Chargé de mission à l’inspection générale de la police nationale. Admis à faire valoir ses droits à la retraite à compter du 13 septembre 1998, il devient Conseiller pour la sécurité du groupe Bolloré (1998-2005).

## Œuvres
- Histoire du 36 quai des Orfèvres, avec la collaboration de Dominique Cellura, Alissia Grifat et Franck Hériot, Éditions Jacob-Duvernet, 2010
- Les seigneurs de la Crim’, Éditions Jacob Duvernet, 2012
- La Brigade mondaine : l'ancien parton du 36, quai des Orfèvres raconte la Brigade mondaine, Pygmalion, 2014
- La Police pour les Nuls, (en collab. avec Matthieu Frachon) First Éditions, 2015
- Commissaire à la crim', Mareuil Éditions, 2017
- Histoire du 36 illustré, Mareuil Éditions, 2017
- L'affaire Hazan, Mareuil Éditions, 2020
- Histoire du 36 quai des Orfèvres (réédition, inclus le 36 Bastion), Mareuil Éditions, 2023